# Ronnie Åström
Ronnie Åström, född 3 augusti 1975 i Stockholm, är en svensk låtskrivare, kompositör, musiker och gitarrist. Åström flyttade till Strömsund i Jämtland 1981, 6 år gammal. Han startade bandet Lizzard i Hammerdal. Åström flyttade från Jämtland till Lund i Skåne 1998.
Han släppte 1999 singeln Summer in June under namnet Ronnie Åström, samt 2003 skivan Stars Hotel under artistnamnet Ron A Stream eller The Ron Astream Project.
Åström arbetar med och bakom artister som Frida Muranius, Tina Leijonberg och Aleena Gibson. Han har kompat Christer Björkman, Richard Herrey, Meja, Conny Bloom, Darin och Danny, med flera. Han var i februari 2008 aktuell i Melodifestivalen bakom Frida Muranius med låten Upp o hoppa, där Åström spelade gitarr och körade.
Ronnie Åström släppte i januari 2010 en skiva med titeln Goodbye Miracle.
Åström har arbetat som musiker sedan tidigt 1990-tal. Han har spelat i bland andra följande band: Topsy Turvy, Lizzard och Studio 3, samt Ronnie Åström Band och The Cloudberries tillsammans med Mats Wester från Nordman och Gerry O'Connor från The Dublin Legends. 
Ronnie Åström är sedan 2008 särbo med journalisten och radioprofilen Annika Jankell.